# 玛蒂娜·马约克

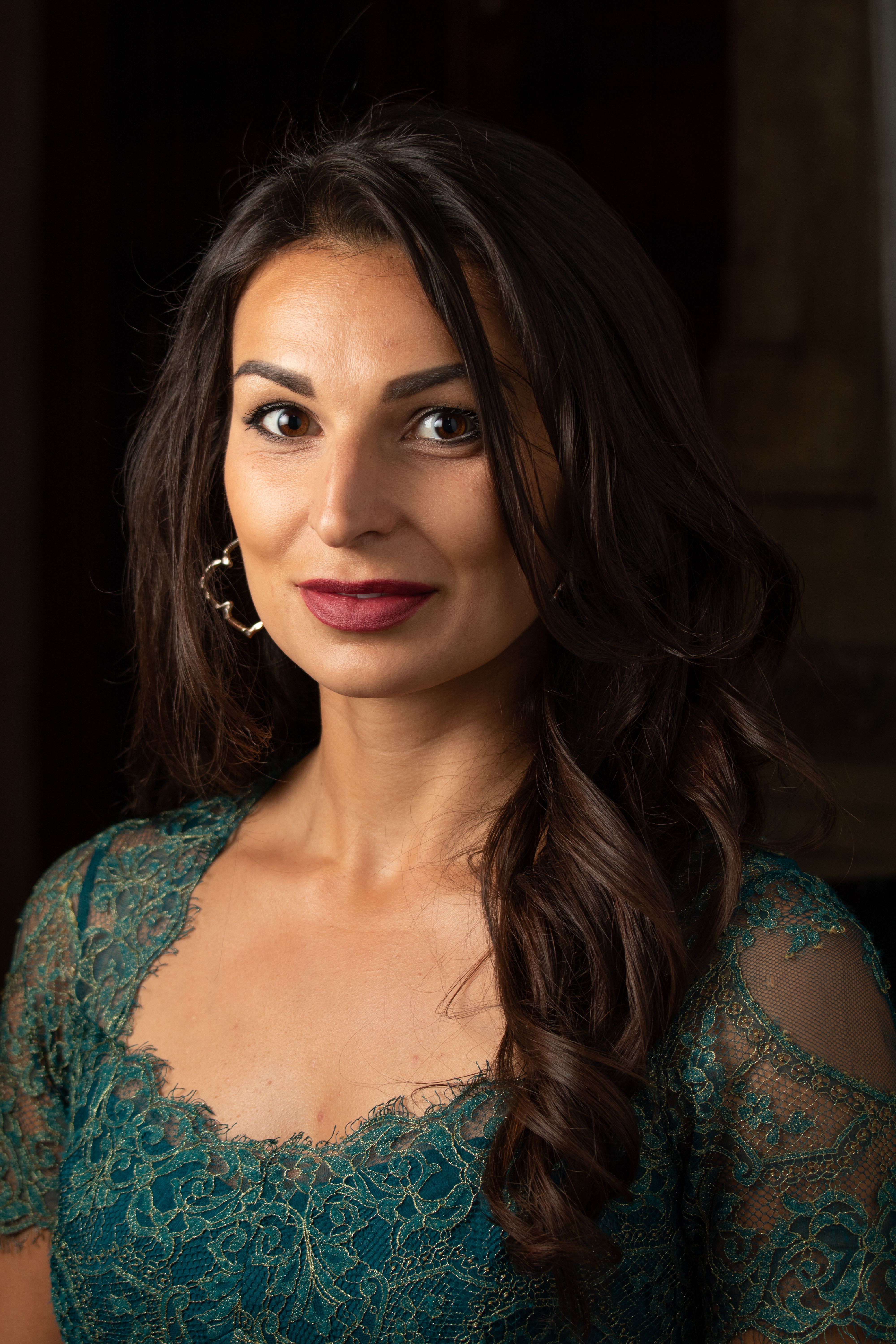
玛蒂娜·马约克

马蒂娜·马约克(Martyna Majok ) 是一位波兰裔美国剧作家，她小时候就從波蘭移民到美国。马约克曾在耶鲁大学学习剧本创作。她凭借戏剧获得2018年普利策戏剧奖。
2021年4月，玛蒂娜·马约克宣布將了不起的盖茨比改编为音乐剧。 2023年，音乐剧《了不起的盖茨比》在美國劇目劇團首演。 